# 월리스와 그로밋: 거대 토끼의 저주
월레스와 그로밋: 거대 토끼의 저주(영어: Wallace & Gromit: The Curse of the Were-Rabbit)는 아드먼 애니메이션에 의해 2005년 개봉된 애니메이션 영화이다.

## 줄거리
토팅턴 홀에서 매년 열리는 거대 채소 대회가 다가오면서, 치즈를 사랑하는 발명가 월리스와 그의 비글 그로밋은 "안티-페스토"라는 인도적인 해충 방제 사업을 운영하며 사람들의 채소를 토끼로부터 보호한다. 어느 날 저녁, 월리스는 "번-백 6,000"을 사용하여 토팅턴 부인의 정원에서 발견된 모든 토끼를 잡은 후, 그의 최신 발명품인 "마음 조작-오-매틱"을 사용하여 모든 토끼가 채소를 싫어하도록 세뇌시킨다. 토끼를 세뇌시키던 중 월리스는 실수로 번-백의 설정을 바꾸고, 그의 뇌가 토끼와 융합되어 그로밋이 기계를 파괴하게 된다. 토끼는 채소에 관심을 보이지 않아 이전이 성공한 것처럼 보인다. 그들은 토끼에게 허치라는 이름을 붙여 우리에 가둔다.
그날 밤, 거대한 괴물 토끼가 많은 사람들의 채소를 먹어치우고, 듀오는 대응에 실패한다. 다음 날 열린 마을 회의에서 그 생물이 늑대토끼로 밝혀진다. 사냥꾼 빅터 쿼터메인은 그 생물을 사냥하겠다고 제안하지만, 토팅턴 부인은 마을 사람들에게 월리스와 그로밋에게 두 번째 기회를 주도록 설득한다. 안티-페스토는 임시변통으로 만든 암컷 늑대토끼를 사용하여 늑대토끼를 잡으려 했지만 실패했고, 허치가 돌연변이화되었다는 것을 알게 된다. 월리스는 허치가 괴물이라고 의심하여 그로밋에게 허치를 고보안 우리에 가두도록 시킨다. 그러나 그로밋은 월리스의 침실로 이어지는 발자국 흔적을 발견하고 그 안에 반쯤 먹다 남은 채소 더미를 찾아 월리스가 실제로 늑대토끼라는 것을 밝혀낸다.
토팅턴 부인과 함께 성공을 축하한 후, 월리스는 토팅턴 부인의 애정과 재산을 노리는 빅터에게 숲에서 궁지에 몰린다. 보름달 아래에서 월리스는 숲에서 그로밋과 빅터 앞에서 늑대토끼로 변신하여 도망친다. 이제 경쟁자를 제거할 완벽한 기회를 본 빅터는 마을의 목사 클레멘트 헤지스 신부로부터 월리스에게 사용할 "24캐럿" 금 총알 세 개를 얻는다.
채소 대회 날, 그로밋은 월리스에게 실험으로 인해 월리스와 허치의 성격이 바뀌었음을 밝힌다. 허치는 이제 월리스의 인간적인 특성을 지니고 있으며, 마음 조작-오-매틱을 고칠 수 있는 유일한 존재이다. 토팅턴 부인이 방문하여 월리스에게 빅터의 계획을 알린다. 밤하늘에 달이 높이 뜨자 월리스는 다시 변신하기 시작하고 서둘러 토팅턴 부인을 떠나게 한다. 빅터가 도착하여 월리스를 쏘려 하지만 그로밋이 월리스를 구한다. 빅터가 그로밋을 우리에 가두지만, 그로밋은 허치의 도움으로 탈출하여 월리스를 구할 계획을 세운다.
대회에서 모든 금 총알을 소모한 빅터는 코끼리 총과 황금 당근 트로피를 탄약으로 사용한다. 월리스는 토팅턴 홀 꼭대기에서 토팅턴 부인을 안고 그녀에게 자신의 정체를 드러낸다. 그로밋은 유원지 놀이기구에서 가져온 비행기를 사용하여 공중전에서 빅터의 개 필립을 제압한다. 그로밋은 빅터가 월리스를 향해 총을 쏠 때 그의 비행기를 조준선 안으로 조종하여 총알이 대신 비행기에 맞도록 한다. 손상된 비행기가 추락하자 월리스는 그로밋을 보호하기 위해 뛰어내리고, 둘 다 치즈 텐트에 착륙하면서 낙하 충격을 완화시킨다. 토팅턴 부인은 그녀의 거대한 귀한 당근으로 빅터를 기절시킨 후, 그로밋은 그를 암컷 늑대토끼 복장으로 빠르게 위장시켜 마을 사람들과 필립이 그를 쫓아가게 만든다.
월리스는 다시 인간의 모습으로 변하고 죽은 것처럼 보이지만, 그로밋은 스틴킹 비숍으로 그를 정신 차리게 한다. 토팅턴 부인은 그로밋에게 용감함을 인정하여 황금 당근을 수여하고, 토팅턴 홀의 부지를 허치와 다른 토끼들을 위한 자연 보호 구역으로 전환한다.

## 출연

### 주연
- 피터 샐리스
- 랄프 파인즈
- 헬레나 본햄 카터
- 피터 케이
- 니콜라스 스미스
- 리즈 스미스

### 조연
- 존 톰슨
- 마크 게티스
- 빈센트 이브레임
- 제랄딘 매큐언
- 에드워드 켈시
- 디큰 애쉬워스
- 로버트 호베스
- 피트 앳킨
- 로니 루이스
- 벤 화이트헤드
- 크리스토퍼 페어뱅크
- 제임스 매더

## 기타
- 배역: 제니퍼 듀피